# Будинок-музей Джаліла Мамедкулізаде (Баку)
Будинок–музей Джаліла Мамедкулізаде — створений у квартирі, де в 1920—1932 роках жив та творив видатний азербайджанський літератор та публіцист Джаліл Мамедкулізаде.

## Історія

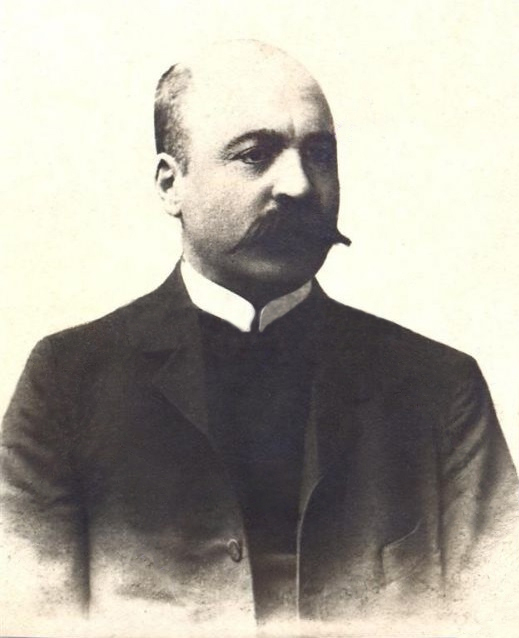
Джаліл Мамедкулізаде

Музей створений за рішенням уряду Азербайджанської Республіки від 1978 року в будинку, що знаходиться на вулиці Сулеймана Тагізаде (колишня вулиця Поштова), 56 у місті Баку та відкритий 28 грудня 1994 року напередодні 125-річчя зі дня народження Дж. Мамедкулізаде. На церемонії відкриття брав участь третій президент Азербайджанської Республіки Гейдар Алієв.

## Експозиція
У музеї зібрано близько 3000 експонатів, що відбиває життя та діяльність Дж. Мамедкулізаде та інших молланасреддінців. Із них 500 представлені в експозиції.
Експозиція знаходиться в п'яти кімнатах (загальна площа 185 м2). Експонати музею відображають дитячі, юнацькі та навчальні роки Джаліла Мамедкулізаде, шкільні заходи, його першу журналістську та літературну діяльність. Редакція журналу «Молла Насреддін» — матеріали в меморіальній кімнаті відносяться до життя та діяльності Джаліла Мамедкулізаде в період між 1922—1932 роками. Представлена карта, що показує розповсюдження творів письменника у світі.
Музей діє у сфері збору, дослідження та пропаганди спадщини Дж. Мамедкулізаде та інших молланасреддінців. У 2000 році експозицію музею подивились близько 8 тисяч глядачів, проведено близько 500 екскурсій.

## Наукова діяльність
Музей діє у сфері збору, дослідження та пропаганди спадщини Дж. Мамедкулізаде та інших молланасреддінців. Також музей проводить в управліннях та підприємствах, навчальних закладах літературні вечори, зустрічі, пам'ятні дні, диспути, конкурси та поетичні заходи.